# Orgilus huddlestoni
Orgilus huddlestoni är en stekelart som beskrevs av Taeger 1989. Orgilus huddlestoni ingår i släktet Orgilus och familjen bracksteklar. Arten är reproducerande i Sverige. Inga underarter finns listade i Catalogue of Life.